# Шлезингер, Макс
Макс Шлезингер (1904, Будапешт, Венгрия — 4 февраля 1937, Лондон, Великобритания) — венгерский биохимик.

## Биография
Родился в 1904 году в Будапеште. Окончил Будапештский университет и решил связать свою жизнь с Германией и переехал в Франкфурт-на-Майне, где с 1931 по 1933 году работал в институте по изучению коллоидов. В 1933 году после прихода нацистов эмигрировал в Великобританию и поселился в Лондоне. Несмотря на свою недолгую жизнь, сумел достичь очень многого в области биохимии.
Скончался 4 февраля 1937 года в Лондоне в возрасте всего лишь 33-х лет.

## Научные работы
Основные научные работы посвящены изучению химического состава и физико-химических свойств вирусов бактерий — бактериофагов. Макс Шлезингер является основоположником молекулярной биологии вирусов.
- 1933 — Впервые получил чистый препарат бактериофага WLL кишечной палочки, пропуская его взвесь через коллодиевый фильтр с градуированным диаметром пор с последующим осаждением на ультрацентрифуге, и определил размеры этого бактериофага.
- 1934 — Установил нуклеопротеидную природу бактериофагов, показав, что они состоят из примерно равных количеств белка и нуклеиновой кислоты.
- 1936 — Выяснил, что нуклеиновая кислота даёт положительную реакцию Фёльгена на тимонуклеиновую кислоту и что бактериофаг представляет собой дезоксирибонуклеопротеид.

## Список использованной литературы
- БСЭ.— 3-е изд. В 30-и т.— М.: Советская энциклопедия, 1970—78.